# White Zombie
White Zombie byla americká heavy metalová skupina, která vznikla v roce 1985. White Zombie byla původně noise rocková kapela a byla známá pro svůj pozdější zvuk orientovaný na heavy metal. Mezi jejich nejznámější skladby patří „Thunder Kiss '65“, „Black Sunshine“ a „More Human than Human“. Skupina se oficiálně rozpustila v roce 1998. V roce 2000 byli White Zombie zařazeni do 100 největších umělců hard rocku dle VH1, v žebříčku jako č. 56.

## Začátky
White Zombie založili Rob Zombie (během svého studia na Parsons School of Design) a Sean Yseult, která v té době byla Zombieho přítelkyní. Hrála na klávesy v kapele LIFE s Ivanem Prumeem, ale kapela se brzy rozpadla. Ena Kostabi vlastnil nahrávací studio, které pronajímal různým skupinám. Když se setkal s Yseult, zeptala se, jestli by ji mohl naučit hrát na basu. Poté najali Petera Landaua, aby hrál na bicí a začali psát a nahrávat písničky. První deska White Zombie, Gods on Voodoo Moon, bylo EP a bylo nahráno 18. října 1985. Bylo vydáno pod vlastní značkou kapely Silent Explosion, podle níž nahráli většinu své rané práce. Bylo vytištěno pouze 300 kopií, z nichž pouze 100 bylo prodáno; členové kapely si stále drží majetek zbývajících 200.

## První alba
V roce 1987 skupina vydala své třetí EP, Psycho-Head Blowout. Později vydali téhož roku plnohodnotné album - Soul-Crusher.
V roce 1988 skupina podepsala smlouvu s Caroline Records. Po dokončení prvního amerického turné v červnu 1988 byl Tom Guay požádán o odchod z kapely. Nahrazen byl Johnem Riccim v červenci 1988. Jejich druhé album, Make Them Die Slowly, bylo vydáno v únoru 1989. Album bylo pro White Zombie hudební posun. Zatímco jejich předchozí deska byla přísně punková-ovlivňoval noise rock, tato deska už má metalovější zvuk..
Ricci trpěl na syndrom karpálního tunelu a vážně ovlivnil jeho schopnost hrát na kytaru, což ho přinutilo opustit kapelu, když byla dokončena funkce Make Them Die Slowly. Jay "J" Yuenger ho nahradil před vydáním alba, což ovlivnilo jejich budoucí zvuk. Jedním z nejzřetelnějších příkladů tohoto směru je rozdíl mezi písněmi „Disaster Blaster“ na Make Them Die Slowly a přepracovanou verzí „Disaster Blaster II“, na EP God of Thunder.

## Vrchol a rozpad
Skupina pak hledala nový label a našla - RCA Records. Zombie se však rozhodl nakonec vše změnit a uzavřít smlouvu s Geffen Records. Michael Alago, zástupce Geffenu, se začal zajímat o God of Thunder a sledoval jednu ze show v Pyramid Clubu. Kapela vytvořila demo za pomoci J. G. Thirlwella a podepsali u Geffenu.
17. března 1992, White Zombie vydali La Sexorcisto: Devil Music Volume One, album, které je uvedlo do hlavního hudebního proudu. White Zombie začali dva a půl roku trvající turné pro album krátce po jeho vydání, během kterého skupina získala velkou popularitu. Během turné Ivan de Prume opustil kapelu, aby se věnoval úspěšné kariéře producenta / inženýra, bubeníka / perkusionisty a otevřel své vlastní studio Burningsound. Na jeho místo přichází Phil Buerstatte. Hudební video k písni “Thunder Kiss '65” šlo do MTV v roce 1993. Televizní pořad Beavis a Butt-head začali vysílat jejich klipy, čímž se zvýšila popularita skupiny (čemuž také pomáhal Dimebag Darrell ze skupiny Pantera který v letech 1993–1994 na sobě během koncertů nosil triko White Zombie). Do konce roku 1993 bylo album certifikováno zlatem RIAA. Než turné skončilo v prosinci 1994, Zombie a Yseult se rozešli a La Sexorcisto se stalo platinovým albem. Kvůli uměleckým sporům byl Buerstatte vyhozen a John Tempesta (který předtím hrál s Exodus či Testament) jej vystřídal, a nahrál další album White Zombie. V roce 1995, Astro Creep: 2000 bylo vydáno, obsahující hit “More Human Than Human”. V roce 1996 vyšlo album remixů pod názvem Supersexy Swingin 'Sounds. Poté, co natočila poslední píseň pro Beavis a Butt-head Do America z roku 1996, nazvaný „Ratfinks, Suicide Tanks and Cannibal Girls“ se v září roku 1998 rozpadli. Zombie přestal komunikovat se zbytkem a za pomoci Tempesty se vydalo na sólovou dráhu a vydal téhož roku desku Hellbilly Deluxe: 13 Tales of Cadaverous Cavorting Inside the Spookshow International.

## Po rozpadu
Po rozpadu White Zombie se Sean Yseult připojila k surf-rockové kapele The Famous Monsters a na basu pro hororem založenou kapelu, totéž činila krátce v kapele The Cramps a odstěhovala se do New Orleans.
Tempesta pokračoval ve svém hudebním vztahu se Zombie a bubnoval mu na jeho prvních dvou sólových albech Hellbilly Deluxe a The Sinister Urge. Později si odtrhl od Zombieho, hrál znovu s Testament a od roku 2006 hraje na bicí ve skupině The Cult.
J. produkoval nahrávky pro Fu Manchu.
V červenci 2006 se původní členové Tom Five a de Prume znovu sešli, aby vystoupili s de Prumeovou kapelou, Healer, na Středním východě a na několik koncertů v jižní Kalifornii pro The Vans Warped Tour. De Prume pokračuje v psaní a nahrávání hudby s Healer, stejně jako nahrávání, produkce a engineering pro speciální projekty ve svém ateliéru Burningsound. V roce 2009 de Prume začala hostit týdenní rozhlasovou show „Metalopolis“. Mezi jeho hosty ve studiu patřili Rob Halford, Dave Mustaine, Max Cavalera, Vinnie Paul a Tom Araya.
V prosinci 2010 vydala Yseult autobiografii "I'm in the Band", zaměřenou zejména na White Zombie.
Od rozpadu skupiny Rob Zombie neprojevil žádný zájem o reunion. Zombie v roce 2011 též prohlásil že kapela odešla na vrcholu. Zombie také prohlásil dříve v roku 2011, že se znovu nevrátí White Zombie a není a nebyl v kontaktu s žádným členem „s výjimkou Johna Tempesty po dobu 15 let.“
V květnu 2013 zemřel bývalý bubeník Phil Buerstatte.
Zombie od roku 2016 ve svém playlistu znovu hraje písně právě od White Zombie.
25. června 2019 časopis The New York Times uvedl White Zombie mezi stovkami umělců, jejichž materiál byl údajně zničen v roce 2008 při požáru studia Universal.

## Členové

### Klasická sestava
- Rob Zombie – zpěv (1985–1998)
- Sean Yseult – bass (1985–1998)
- Jay Yuenger – kytary (1989–1998)
- John Tempesta – bicí (1994–1998)

### Členové před klasickou sestavou
- Ena Kostabi – kytary (1985–1986)
- Tim Jeffs – kytary (1986)
- Tom Five – kytary (1986–1988)
- John Ricci – kytary (1988)
- Peter Landau – bicí (1985–1986)
- Ivan de Prume – bicí (1986–1992)
- Phil Buerstatte – bicí (1992–1994)
- Mark Poland – bicí (náhradník) (1994)

Dodateční členové
- Charlie Clouser – programming, klávesy, remixing (1995–1996)

## Diskografie
- Gods on Voodoo Moon (EP, 1985)
- Pig Heaven / Slaughter the Grey (EP, 1986)
- Psycho-Head Blowout (EP, 1987)
- Soul-Crusher (1987)
- God of Thunder (EP, 1989)
- Make Them Die Slowly (1989)
- La Sexorcisto: Devil Music Volume One (1992)
- Astro-Creep: 2000 (1995)